# 1910 Mikhailov
1910 Mikhailov је астероид главног астероидног појаса чија средња удаљеност од Сунца износи 3,043 астрономских јединица (АЈ).
Апсолутна магнитуда астероида је 10,7.